# ماتياس دورست
ماتياس دورست (بالألمانية: Matthias Durst)‏ هو عازف كمان وملحن نمساوي، ولد في 18 أغسطس 1815 في فيينا في النمسا، وتوفي بنفس المكان في 2 مايو 1875.

## وصلات خارجية
- ماتياس دورست على موقع ميوزك برينز (الإنجليزية)